# Тонтон (Массачусетс)
Тонтон (англ. Taunton) — город в Массачусетсе, столица округа Бристол, США. Согласно переписи 2000 года, в городе было 55 976 людей, 22 045 домохозяйств и 14 483 семьи. 91,67 % жителей относятся к белым американцам, 2,74 % — к афроамериканцам, 0,16 % — к коренным американцам, 0,60 % — к азиатам, и так далее.
В городе было 9 государственных начальных школ и 4 средние школы (часть из них была закрыта), а также три католические начальные и одна — католическая средняя школы.
Центр города некогда использовался для тренировок участников Американской революции.
В новейшую историю города входит эвакуация 2000 жителей после того, как из-за дождей расположенная неподалёку от города плотина сломалась.
В честь Тонтона назван астероид (581) Таунтония, открытый в 1905 году американским астрономом Джоэлом Меткалфом, который вёл свои астрономические наблюдения в этом городе.